# Rock Band 2
Rock Band 2 – komputerowa gra muzyczna wyprodukowana przez Harmonix Music Systems i wydana w 2008 roku przez Electronic Arts. Jest to kontynuacja gry komputerowej Rock Band. Gracz w niej kieruje grupą muzyczną.